# Maeda Takashi
Takashi Maeda (sinh ngày 1 tháng 8 năm 1981) là một cầu thủ bóng đá người Nhật Bản.

## Sự nghiệp câu lạc bộ
Takashi Maeda đã từng chơi cho Avispa Fukuoka và Oita Trinita.